# Ḫarimtum
Ḫarimtum (auch Charimtum, Harimtum, Harimtu; sumerisch KAR.KID) war im Altertum einerseits die akkadische rechtliche Bezeichnung einer Gesellschaftsschicht, der unverheiratete Frauen angehörten, die über einen begrenzten Zeitraum das Prostitutionsgewerbe ausübten, und andererseits ein Beiname der Himmelsgöttin Inanna beziehungsweise Ištar. Als Synonym kennzeichnete der Name „Šamḫat“ diesen Frauentypus. Der auch im Gilgamesch-Epos verwendete Begriff „Ḫarimtu“ steht wertneutral für „Dirne“, „Kurtisanin“ und in positivem Sinn für „Hure“.

## Begriffsdefinition
Die Bezeichnung „Ḫarimtum“ hat die Bedeutung von „abgesondert“ und umfasst insbesondere Frauen, die als „vogelfrei“ im Sinne von „ungebunden“ galten und im Normalfall keinem Tempel oder anderen Organisationen verpflichtet waren. Insbesondere, aber nicht ausschließlich, gehörten dieser rechtlichen Kategorie Frauen an, die ihr Einkommen mit der gewerbsmäßigen Prostitution sicherten oder sexuelle Handlungen mit Partnern ihrer Wahl vollzogen.
Die Stadt Uruk war im Altertum dafür bekannt, zahlreiche Angehörige der Ḫarimtum-Klasse zu beherbergen. Die Vermutung, dass der Begriff „Ḫarimtum“ einen weiblichen Priestertitel darstellte, hat sich nach Auswertung der zugehörigen Texte nicht bestätigt. In der mittelassyrischen Rechtssammlung (1500 bis 1000 v. Chr.) ist unter anderem die Verschleierung von Frauen geregelt. Das rechtliche Merkmal einer Ḫarimtu beziehungsweise KAR.KID wird auch hier gegenüber der Charakterisierung einer Priesterin unterschieden:

„Ehefrauen eines a'ilu, Witwen oder assyrische Frauen, die auf die Straße hinausgehen, lassen ihren Kopf nicht unverschleiert... Wenn sie bei Tage allein auf den Platz gehen, verhüllen sie sich auf jeden Fall. Eine Priesterin, die ein Ehemann geheiratet hat, ist auf dem Platz verhüllt; eine, die kein Ehemann geheiratet hat, lässt auf dem Platz ihren Kopf unverhüllt... Eine Ḫarimtu verhüllt sich nicht, ihren Kopf lässt sie unverhüllt. Wer eine verhüllte Ḫarimtu sieht, ergreift sie... Ihren Schmuck nimmt er ihr nicht. Ihre Kleidung nimmt der, der sie ergriffen hat. Mit 50 Stockschlägen wird sie geschlagen. Pech wird auf ihrem Kopf ausgeschüttet... Wenn aber ein a'ilu eine verhüllte Ḫarimtu erblickt,... sie nicht zum Eingang des Palastes bringt, wird dieser a'ilu mit 50 Stockschlägen geschlagen. Der ihn angezeigt hat, nimmt seine Kleidung... Einen vollen Monat leistet er (a'ilu) Frondienst.“

### Inanna als Ḫarimtu
In ihrer Eigenschaft als „Ḫarimtu“ beziehungsweise „KAR.KID“ ist Inanna in vielen Erzählungen im Schenkenmilieu anzutreffen: Wenn ich (Inanna) im Tor der Herberge sitze, bin ich die KAR.KID, die die Männer kennt. Dem Ninegal-Hymnus ist ebenfalls zu entnehmen, dass sich Inanna wie eine KAR.KID kleidet und schmückt, und in der Schenke mit den Männern Kontakte knüpft. Eine Frau, die sich in einer Liebesbeschwörung als „KAR.KID“ bezeichnet, berichtet über ihre Eigenschaften:

„Das schöne junge Mädchen, das auf der Straße steht, das junge Mädchen, die KAR.KID, die Tochter Inannas, das junge Mädchen, die Tochter Inannas, die in der Herberge sich aufhält, ist (wie) reichliches Fett, reichliche Dickmilch, ist die Kuh, das hohe Weib Inannas, ist der große Speicher Enkis.“

### Erwähnung der Ḫarimtu Šamḫat im Gilgamesch-Epos
Im Gilgamesch-Epos wird der Frauentypus „Ḫarimtum“ in den altbabylonischen Texten durch Šamḫat vertreten, die den Steppenmensch Enkidu verführte und anschließend dabei half, ihn in die Kultur des Menschen einzuführen:

„Die Dirne (Šamḫat) öffnete ihren Mund und sagte zu Enkidu: Iß doch, Enkidu, vom Brot, das zum Menschen gehört. Trink doch Enkidu, vom Bier, das dem Kulturland bestimmt.“